# Addison Road
Addison Road fue una banda cristiana de pop/rock alternativo de Dallas, Texas. La banda firmó contrato con INO Records el 2007 y lanzó su auto-titulado álbum debut, Addison Road, el 18 de marzo de 2008. Sus canciones "All That Matters" y "Sticking With You" ocuparon el noveno y decimoquinto puesto en las canciones más tocados del magacín musical R&R en el año 2008. El 1 de agosto de 2012, la banda anunció que después de 10 años se iban a separar. Su vocalista Jenny Simmons se dedicó posteriormente a una carrera como solista.

## Discografía
Álbumes de Estudio
1. "Not What You Think" (Independiente) (2001)
2. Breaking Beautifully (Independiente) (septiembre de 2003)
3. Some Kind of Spark (Independiente) (julio de 2006)
4. Addison Road - (18 de marzo de 2008) - Discográfica: INO Records
5. Stories - (22 de junio de 2010) - Discográfica: INO Records

EPs
1. Always Loved You EP (Inthecitymusic) (junio de 2005)

## Premios
En el 2009, Addison Road fue nominado para un Premio Dove como Nuevo Artista del Año en los Premios Dove GMA.